# Tantilla briggsi
Espèce
Statut de conservation UICN

 DD  : Données insuffisantes
Tantilla briggsi  est une espèce de serpents de la famille des Colubridae.

## Répartition
Cette espèce est endémique de l'État d'Oaxaca au Mexique.

## Étymologie
Cette espèce est nommée en l'honneur de William T. Briggs.

## Publication originale
- Savitzky & Smith, 1971 : A new snake from Mexico of the taeniata group of Tantilla. Journal of Herpetology, vol. 5, n. 3/4, p. 167-171.